# Phrynella ortegioides
Phrynella ortegioides es la única especie del género monotípico Phrynella,  perteneciente a la familia de las cariofiláceas. Es originaria de Turquía.

## Taxonomía
Phrynella ortegioides fue descrita por (Fisch. & Mey.) Pax & K.Hoffm.  y publicado en Nat. Pflanzenfam. ed. 2 16c: 364 1934.